# Amphicnemis bebar
Amphicnemis bebar – gatunek ważki z rodziny łątkowatych (Coenagrionidae).